# Лавелло, Родольф
Родольф Лавелло (фр. Rodolphe Lavello; 12 ноября 1842, Неаполь — 26 января 1914) — французский композитор, дирижёр и пианист итальянского происхождения.
Окончил Парижскую консерваторию (1865). Работал капельмейстером в Ницце и Марселе, дебютировал как композитор одноактной оперой «Возлюбленные — все красотки» (фр. Il n'est point de laides amours; Марсель, 1859). В 1880-90-е гг. поставил в различных городах Франции несколько своих опер, в том числе «Партия вчетвером» (фр. Partie carrée; Париж, театр Фавар, 1884), «Мария Стюарт» (Руан, 1895), «Франконетта» (Виши, 1897).